# Aeródromo San Javier
El Aeródromo San Javier (OACI: SCSJ) es un terminal aéreo ubicado junto a la ciudad de San Javier de Loncomilla, Provincia de Linares, Región del Maule, Chile. Es de propiedad privada.